# Validé
Validé est une série télévisée dramatique sur le rap français créée par Franck Gastambide, Charles Van Tieghem, Xavier Lacaille et Giulio Callegari. La première saison, diffusée sur Canal+, paraît sur la chaîne le 20 mars 2020. La deuxième saison est parue le 10 octobre 2021.

## Synopsis

### Saison 1
Un jeune rappeur talentueux, épaulé par son ami d'enfance et son cousin, se retrouve du jour au lendemain « validé » par une des stars du milieu. Seulement, cette alliance se transforme rapidement en dangereuse rivalité. Les trois garçons découvrent au cours de leur ascension que dans le rap, bien plus qu’ailleurs, le succès engendre de sérieux problèmes.

### Saison 2
Un an après la mort tragique de Clément, William et Brahim lancent le label Apash Music pour honorer la mémoire de leur ami. Ils misent tout sur Sara, une jeune rappeuse qui, en plus de son combat pour exister en tant que femme dans le rap game, voit son passé trouble ressurgir.

## Distribution

### Acteurs principaux
- Saïdou Camara : William, le manager et meilleur ami de Clément
- Brahim Bouhlel : Brahim dit « Chinois », le pseudo-cousin de Clément
- Sabrina Ouazani : Inès Belmadi, la directrice artistique de chez Jangle Music puis Apash Music
- Moussa Mansaly aka Sam's : Driss Diaby, dit « Mastar », parrain du label Apash Music
- Franck Gastambide : DJ SNO, compositeur et parrain du label Apash Music
- Dimitri Storoge : Stéphane Cicheman, producteur de chez Jangle Music
- Adel Bencherif : Mounir, l'ex-producteur de Clément et responsable de la sécurité d'Apash Music
- Rachid Guellaz : Yamar, un habitant de la cité où a grandi Clément
- Hakim Jemili : Rico, bras droit de Yamar
- Bosh : Karnage
- Soukouna Hamidou : Le H, homme de main de Mastar
- Akim Chir : Ousmane, gérant de la chicha Le Pharaon
- Youssef Hajdi : Nabil, le vendeur de voitures puis de meubles
- Elisa Bachir Bey : Mina, connaissance de Brahim et copine de Nabil
- Marie-Sohna Condé : Juliane Sabayo, la mère de Clément
- Aaliyah Rosemain : Lili Sabayo, la sœur de Clément

### Saison 1
- Hatik : Clément Sabayo, dit « Apash »
- Virgile Bramly : Sergio, l’adjoint de Mounir
- Liv Del Estal : Louise, chanteuse et copine de Clément

### Saison 2
- Laetitia Kerfa : Sara, dit « Lalpha »
- Fatou Guinea : Fatou, meilleure amie de Sara et copine de Brahim
- Saïd Taghmaoui : Nasser
- Kenza Fortas : Lynda, la sœur de Nasser
- YL : Salah, homme de main de Nasser
- Shirine Boutella : Pauline

### Invités
- Lacrim[4]
- Ninho[5]
- Chris Macari[5]
- Soprano[5]
- Mister V[5]
- Rim'K[5]
- S.Pri Noir[5]
- Dry[5]
- JR O Chrome[5]
- Doomams[5]
- Kool Shen[5]
- Mac Tyer[5]
- Rémy[5]
- Take A Mic[5]
- Cut Killer[5]
- Busta Flex[5]
- Lord Issa[5]
- Laurent Bouneau[5]
- Fred Musa[5]
- Pascal Cefran (Mouv’)[5]
- Fif Tobossi[5]
- Rachid Majdoub (Konbini)[5]
- Cyril Hanouna[5] et toute l'équipe de TPMP
- Oumar Samaké[5]
- Juliette Fievet[5]
- Just Riadh[5]
- Gringe[5]
- Camille Lellouche[5]
- Driver[5]
- DJ Mosko[5]

### Acteurs introduits dans la saison 2
| - Kanoé - Ramzy Bédia - Rohff - Alonzo - Soolking - Dinos - Kofs - Naps - Mister You - Gazo - Franglish - Abou Debeing - Tunisiano - Aketo - Amel Bent - Jean-Pascal Zadi |

## Production

### Développement
Le 27 décembre 2019, un premier teaser de la série est dévoilé.
Le 25 Juin 2021, le premier teaser de la saison 2 est publié.
Le 4 Avril 2024, le premier teaser de la saison 3 voit le jour.

### Distribution des rôles
Le 3 mai 2019, Hatik annonce par un tweet qu'il jouera le premier rôle de la série. Le même jour, Franck Gastambide présente également dans un tweet l'ensemble des principaux acteurs de la série.

### Tournage
Le tournage débute en avril 2019 et dure 70 jours. La ville d'Aubervilliers fait notamment partie des lieux de tournage de la série.
Le tournage de la deuxième saison commence en septembre 2020.

## Accueil
La saison 1 rencontre un grand succès avec 35 millions de visionnage sur la plateforme MyCanal.
La saison 2 a également été un grand succès en comptabilisant 10 millions de vues en 6 jours.

## Épisodes

### Saison 1
Il y a 10 épisodes d'environ 30 minutes chacun.
- Épisode 1 : Clément, petit livreur de drogue, toujours accompagné de son pote d'enfance William et de son cousin Brahim, rêve de devenir rappeur.
- Épisode 2 : Le feat que Clément, alias Apash, a enregistré avec Mastar fait un tabac sur les sites de streaming et le jeune rappeur intéresse une maison de disque.
- Épisode 3 : Il est temps pour Apash, de surfer sur le buzz et de signer un contrat. Mais entre Mounir, son ancien producteur et Omega Music, le choix est difficile à faire.
- Épisode 4 : Apash commence l'enregistrement de son album. Il est accompagné par Sno, le meilleur beatmaker du milieu.
- Épisode 5 : Apash est en promo pour la sortie de son album. Mais sa rivalité avec Mastar occupe tout l'espace médiatique et l'empêche de parler de sa musique.
- Épisode 6 : Apash a été humilié en direct à la télévision, et doit trouver un moyen de renverser cette situation. William lui propose de faire un concert surprise.
- Épisode 7 : Le succès d'Apash est célébré lors de son propre Planète Rap sur Skyrock ; Mastar repère un autre rappeur, Karnage.
- Épisode 8 : William a convaincu Apash de gérer leur tournée eux-mêmes sans la maison de disque.
- Épisode 9 : Un morceau de jeunesse de Clément, très subversif, a fuité sur les réseaux et la polémique menace la tournée.
- Épisode 10 : Pour remplir la salle de la seule date de tournée qui a été maintenue, Apash pense à faire un coup marketing.

### Saison 2
Il y a 9 épisodes d'environ 30 minutes chacun.
- Épisode 1 :  Un an après la mort tragique d’Apash, William et Brahim, parrainés par Mastar et Sno, lancent un label en l’honneur de leur ami. A la recherche du premier talent d'estampille d'Apash Music, les jeunes patrons de label ne veulent pas se contenter d’un bon rappeur : ils doivent trouver un phénomène.
- Épisode 2 : Malgré un buzz sur les réseaux, Lalpha est mystérieusement réticente à l’idée de se relancer dans la musique. William et Brahim redoublent d’efforts pour convaincre la jeune femme de signer avec eux...
- Épisode 3 : Lalpha entre en studio avec Sno pour enregistrer son premier album mais, très vite, des différends artistiques viennent compromettre leur collaboration tandis que la sortie du film de Mastar provoque des incidents...
- Épisode 4 : Alors que Lalpha tourne un clip à Marseille, des menaces pèsent sur le tournage... William va devoir prendre ses responsabilités et veiller à protéger son artiste.
- Épisode 5 : Le buzz autour de Lalpha grandit suffisamment pour attirer l’attention des médias et la jeune femme, qui cache de lourds secrets, va devoir assumer son passé...
- Épisode 6 : Prête à arrêter la musique maintenant que son passé l’a rattrapée, Lalpha doit tout faire pour protéger sa famille.
- Épisode 7 : Bien décidée à ne plus se laisser faire, Lalpha monte un audacieux stratagème pour revenir très fort sur la scène musicale.
- Épisode 8 : Persuadé de savoir qui a tué Apash, Brahim prend tous les risques pour le venger. Terriblement inquiet, William se lance à sa recherche pour empêcher une nouvelle tragédie.
- Épisode 9 : Tout est fin prêt pour le lancement de l’album de Lalpha. Mais les menaces qui pèsent sur elle ne sont pas complètement éteintes.

## Bandes originales

### Saison 1
La bande originale sort le 20 mars 2020 dans les bacs et est produite par plusieurs beatmakers. Une édition deluxe avec 7 titres en plus est sortie le 15 avril 2020 sur les plateformes de streaming et sort le 12 juin 2020 dans les bacs.
Liste des titres
| 1.  | Validé (feat. Lacrim)             | Sam’s, Lacrim             | Djaresma                          | 3:32 |
| 2.  | Légendaire (feat. CHAKA 47)       | Gims, CHAKA 47            | Yalatif Beatz                     | 3:00 |
| 3.  | Pirate (feat. Hös Copperfield)    | Ninho, Hös Copperfield    | Nask On The Track                 | 4:05 |
| 4.  | Cowboy                            | Hornet la Frappe          | Junior A La Prod, Baille Broliker | 2:38 |
| 5.  | Plus rien à perdre (feat. Hatik)  | Soprano, Hatik            | Djaresma                          | 2:47 |
| 6.  | Grammes                           | Rémy, Larry               | Prof366or                         | 3:24 |
| 7.  | Castro                            | Sam’s                     | Josh Rosinet                      | 2:21 |
| 8.  | Dans la fusée                     | Hatik                     | Coolax                            | 2:02 |
| 9.  | TKT (feat. Joé Dwèt Filé)         | S.Pri Noir, Joé Dwèt Filé | Joé Gilles                        | 3:08 |
| 10. | C’est comme ça                    | RK                        | MI8, T-Desco                      | 3:00 |
| 11. | Rap game (feat. Chily)            | DA Uzi, Chily             | Amine Farsi                       | 3:01 |
| 12. | FLK (Fais les kiffer)             | Hatik, Sam’s              | Proof                             | 2:04 |
| 13. | Avant l’heure (feat. Senyss)      | Niro, Senyss              | Senyss                            | 3:31 |
| 14. | Everyday (feat. Chaka La S)       | Naza, Chaka La S          | Noxious                           | 3:13 |
| 15. | Yasska (feat. Bosh & ALP)         | Sam’s, Bosh, ALP          | Adsa, L0x0n, Chichi 2031          | 3:36 |
| 16. | Urus (feat. Benab)                | GLK, Benab                | Bersa                             | 3:16 |
| 17. | Itinéraire d'un bandit (PSO Thug) | Leto, Aero                | 4LIFE                             | 3:16 |
| 18. | Prison pour mineurs               | Hatik                     | Medeline                          | 1:34 |

| 1. | Buena noche (feat. Lacrim) | Hatik, Lacrim                                     | Proof                                                    | 1:37 |
| 2. | J’reviens de loin          | Sam’s                                             | Adsa, L0x0n, Chichi 2031                                 | 2:00 |
| 3. | Follow                     | Liv Del Estal, Felipe Saldivia, Sam's, Fred Savio | Liv Del Estal, Nino Gotfunk, Felipe Saldivia, Fred Savio | 3:03 |
| 4. | J’avais pas un             | Sam’s                                             | Proof                                                    | 1:30 |
| 5. | Tout est bon               | Sam’s, Denza, FIRSTM4N                            | Adsa, L0x0n, Chichi 2031                                 | 2:16 |
| 6. | Plastique                  | Sam’s                                             | Noxious, My Melody                                       | 2:48 |
| 7. | Grandiose                  | Louis Dureau                                      | Louis Dureau                                             | 1:31 |

### Saison 2
La bande originale sort le 10 octobre 2021 dans les bacs.
Liste des titres
| 1.  | Validé II (feat. Bosh & Gazo)                           | Sam’s, Bosh, Gazo                           | Djaresma                                                | 3:02 |
| 2.  | Enemy                                                   | Rohff                                       | Raiden Beats, Keno Beats                                | 2:48 |
| 3.  | A petit feu (feat. Melina)                              | DA Uzi, Melina                              | Wladimir Pariente, DST The Danger                       | 3:03 |
| 4.  | Briller (feat. Alonzo)                                  | Laeti, Alonzo                               | StillNas, Washy                                         | 2:59 |
| 5.  | Je prends                                               | Guy2bezbar                                  | Junior Alaprod, Aero Prod                               | 2:37 |
| 6.  | Façonne (feat. KeBlack)                                 | DAVINHOR, KeBlack                           | DJ Erise                                                | 2:45 |
| 7.  | Sur le macadam (feat. Rimkus & YL)                      | Le Rat Luciano, Rimkus, YL                  |                                                         | 3:34 |
| 8.  | DTR                                                     | Yamar                                       | StillNas                                                | 1:15 |
| 9.  | Le tout pour tout                                       | Naps                                        | Fabien Carlin, Said El Hajji, Bachir Elezaar Karim, CDR | 2:43 |
| 10. | Bonhomme                                                | Laeti                                       | Evi                                                     | 2:03 |
| 11. | Tu vas pas gagner (feat. UZI)                           | Lynda, UZI                                  | BlackDoe                                                | 2:39 |
| 12. | Canapé bleu                                             | Laeti                                       | Proof                                                   | 1:05 |
| 13. | S'en aller (feat. 100 Blaze, Graya & Dadinho)           | Elams, 100 Blaze, Graya, Dadinho            | StillNas                                                | 2:56 |
| 14. | Dis-moi (feat. Soolking)                                | Laeti, Soolking                             | Lost In Paris                                           | 2:30 |
| 15. | Aluminium (feat. Rolo paciino, LKS, OPINEL 21, Santana) | Gazo, Rolo paciino, LKS, OPINEL 21, Santana | MooreBeats                                              | 4:15 |
| 16. | Freestyle 1                                             | Laeti                                       | Suli Sefil                                              | 1:04 |
| 17. | J'traine la night (feat. Sasso)                         | Kaza, Sasso                                 | Lamborgwhilly, MeLoBeats                                | 2:38 |
| 18. | Freestyle 2                                             | Laeti                                       | Kaem, Khalil Chikaoui                                   | 1:14 |
| 19. | Carrière (feat. KANIS)                                  | Coyote Jo Bastard, KANIS                    | MCP, Nayl                                               | 3:41 |
| 20. | Trou à rat (feat. Frenetik)                             | Sky, Frenetik                               | Rayane Beat, Yahmanny                                   | 3:27 |
| 21. | Mama (feat. Layzi)                                      | Kofs, Layzi                                 | Claro Beats                                             | 2:23 |
| 22. | Rider toute la night                                    | Laeti                                       | Evi                                                     | 3:01 |
| 23. | Outro (feat. Ghenda)                                    | Sam’s, Ghenda                               | Ghenda                                                  | 2:53 |

## Distinction
- Festival Canneséries 2020 : Prix du public Le Parisien[14]